# 강진 정수사 대웅전 목조삼세불좌상
강진 정수사 대웅전 목조삼세불좌상(康津 淨水寺 大雄殿 木造三世佛坐像)은 대한민국 전라남도 강진군 대구면의 정수사에 있는 조선시대의 불상이다. 2010년 5월 27일 전라남도의 유형문화재 제305호로 지정되었다.

## 개요
정수사의 대웅전에 봉안된 목조삼세불좌상은 조선시대에 정수사에서 조성(1561년 향좌상, 1644년 본존불과 향우상)되어 현재까지 원 위치에서 보존되어 오고 있다. 삼세불이란 법당에 불상 3구가 봉안되어 있을 때 사용된 용어로 양쪽에 보살상이 협시하고 있는 삼존불이란 용어와 대비되고 있다.
향좌상(1561년)은 상호가 길쭉하며 머리는 나발이며 법의는 통견이고 수인은 중품하생인을 취하고 있다. 중앙에 봉안된 본존상(1644년)은 항마촉지인을 취하고 있으므로 석가여래불이다. 삼세불 가운데 가장 크고 건장한 신체에 넓은 무릎을 하여 안정되어 보인다. 상호는 사각형에 가까우며 근엄한 표정이며 목에는 삼도가 있고 법의는 통견이며 군의는 17세기에 유행한 앙련형을 이루고 있다. 향우상(1644년)은 본존불과 같은 형식이며 수인은 중품하생을 취하고 있다.
정수사 삼세불은 대좌 윗면의 불상 받침 부분에 기록된 묵서(墨書) 조상기 내용에 따라 제작 시기와 중수 또는 중수 개금 시기가 조금씩 시차를 두고 이루어졌음을 알 수 있다.
향좌(向左)의 불상은 태보(太宝)와 사담(思淡)에 의해 1561년에 조성되었고 1648년에 화원 승일(勝日) 등 7인에 의해 중수되었다. 본존불은 화원 승일 등 7인에 의해 1644년에 조성되었고 1722년에 화원 태원(太元) 등 5인이 개금하였다. 복장에서 《大方廣圓覺修多羅了義經卷終》과 ｢觀世音菩薩寶篋手眞言｣, 《法華經》등이 조사되었다. 향우(向右) 불상은 본존불과 같이 화원 승일 등 7인에 의해 1644년에 조성되었다. 대법당 삼존불은 화원 계심(戒心)을 비롯해 16인의 장인들이 1779년 중수개금하였다.
임란 이전인 1561년에 조성된 향좌상이나 1644년에 조성된 본존상과 향우상은 16세기 중반과 17세기 중반의 목조불상의 조상기(제작연대와 제작자 등)를 보유한다는 점, 보존상태도 양호하고 각 시기의 양식을 잘 보여주는 작품이라는 점에서 전라남도 유형문화재로 지정할만한 역사적, 학술적, 예술적 가치를 지닌다.

## 같이 보기
- 강진 정수사 대웅전 (전라남도 유형문화재 제101호)

## 참고 자료
- 강진 정수사 대웅전 목조삼세불좌상 - 국가유산청 국가유산포털